# Bivio Pantani
Bivio Pantani è un posto di servizio sulla linea Paola-Cosenza, nel tratto che si dirama dalla stazione di San Lucido Marina, immediatamente prima dell'imbocco lato sud della Galleria Santomarco.

## Strutture e impianti
La stazione dispone di 1 binario. È presente una panchina in cemento e l'illuminazione nelle ore notturne. Non è possibile espletare servizio viaggiatori.